# عباءة الخبير

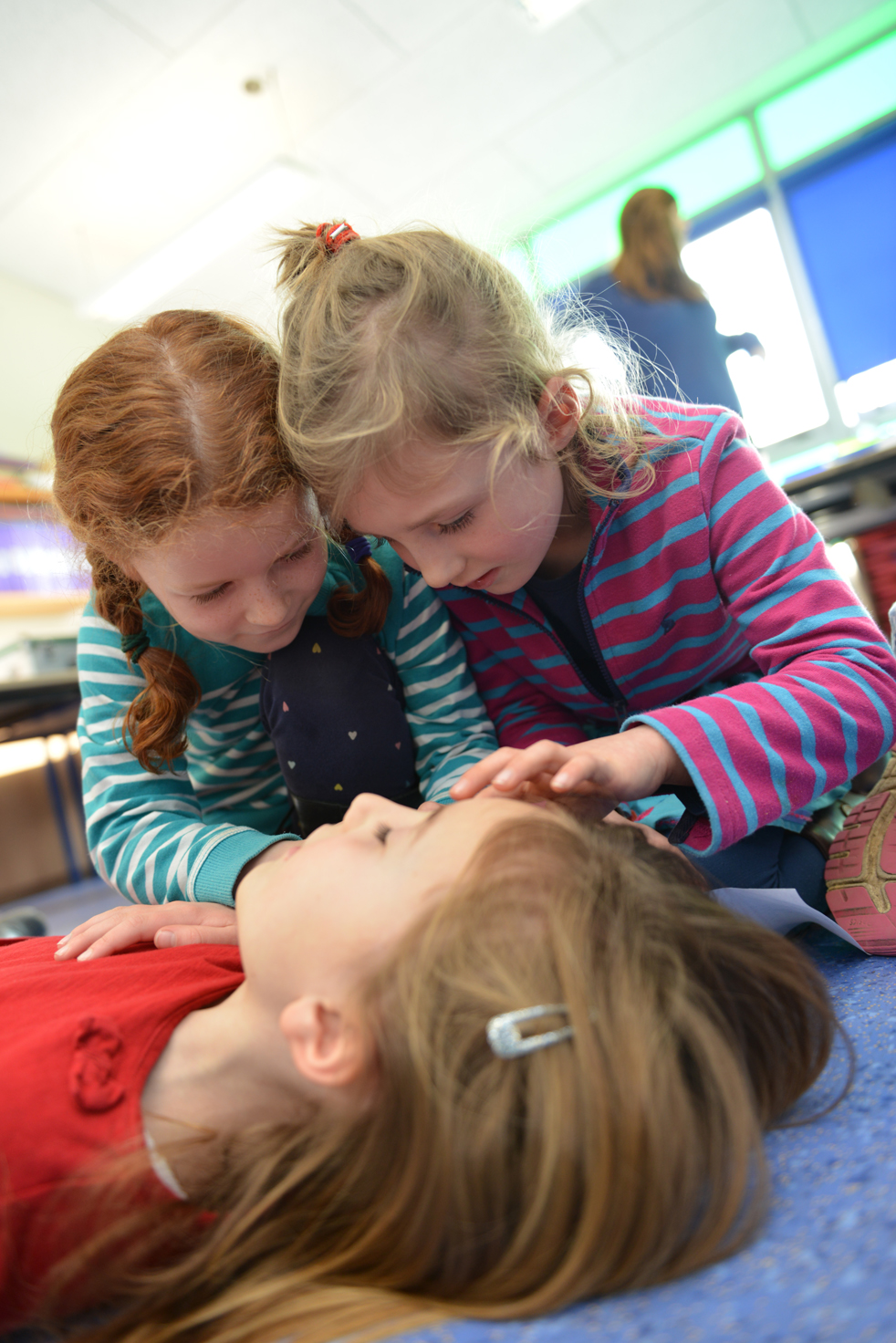
طلاب يمارسون عباءة الخبير، كفريق من حراس الحديقة يقومون بإجراء عملية على حيوان مصاب.

عباءة الخبير Mantle of the Expert هو نهج تعليمي يستخدم سياقات خيالية لإنشاء أنشطة هادفة وتشاركية للتعلم. ضمن القصص الخيالية، يُختار الطلاب كفريق من الخبراء الذين يعملون لحساب عميل مقابل عمولة. يختار المعلم المجموعة لتحديد المهام والأنشطة التي تلبي متطلبات العميل بالإضافة إلى خلق فرص للطلاب لدراسة مجالات واسعة من المناهج الدراسية. على سبيل المثال، يُختار فئة من الطلاب (ضمن الرواية) كفريق من علماء الآثار الذين يقومون بالتنقيب في مقبرة مصرية لصالح متحف القاهرة. ولإكمال المهمة، يقوم الطلاب بالبحث في التاريخ المصري القديم - للتعرف على المقابر والمصنوعات اليدوية والطقوس - وتشمل العملية دراسة التاريخ والجغرافيا والفن والتصميم وغيرها من الموضوعات، بالإضافة إلى تطوير مهاراتهم في القراءة والكتابة وحل المشكلات والاستفسار. لا يُستخدم أسلوب "عباءة الخبير" لتدريس المنهج بأكمله، طوال الوقت، بل هو أسلوب يستخدمه المعلم بشكل انتقائي إلى جانب مجموعة من الأساليب الأخرى.
قامت دوروثي هيثكوت من جامعة نيوكاسل في السبعينيات والثمانينيات بتطوير عباءة الخبير، وصارت مشهورة عالميًا في مجال الدراما للتعلم، كان هدف هيثكوت هو تزويد المتخصصين من غير الدراما بنهج من شأنه أن يدعمهم في استخدام الدراما في المناهج الدراسية. تعتقد هيثكوت أن الدراما كانت مقاربة غير مستخدمة خارج استوديوهات الدراما ويمكن استخدامها كوسيلة قوية للتعلم عبر المناهج الدراسية.

## الأصول
قالت هيثكوت إنها لم تخترع "عباءة الخبير" بقدر ما "وجدت نفسها تفعل ذلك". في مقابلة مع ساندرا هيستن في عام 1993، تروي هيثكوت العمل مع مجموعة صغيرة من الأطفال في سياق درامي عن ميلاد المسيح - "... بالتفكير في الأمر لاحقًا اعتقدت أنه مهم حقًا - لقد كانوا ملوكًا خبراء. كان على الناس أن يكون لديهم وجهة نظر. لذلك عندما راجعت الأسبوع فكرت - وجهة نظر الاحتفاظ بالمرافق، وجهة نظر الجنود الذين يعملون في روما، وجهة نظر الملائكة، وجهة نظر الملوك. ثم بدأ كل شيء معًا. "
سجلت Hesten هذه المحادثة في أطروحة الدكتوراه الخاصة بها وقد روتها هيثكوت مرتين أخريين على الأقل، مرة واحدة في الفيلم الوثائقي "Pieces of Dorothy" وفي مقابلة لموقع Mantle of the Expert في عام 2009 - "كانت تلك هي البداية، ثم بدأت أفكر، ماذا أسميها؟ ثم حصلت على هذا الاسم المجنون. وهو أمر متطرف وليس بالجنون، بل مجرد خيال. لا يمكنني العثور على اسم أفضل". على الرغم من أن هيثكوت لم تُحدد تاريخ قيامها بذلك في أي من هذه المقابلات، فمن المحتمل أن تكون في منتصف السبعينيات تقريبًا، حيث بدأت بعد وقت قصير من هذا الوقت تتحدث عن عباءة الخبير كنهج متميز ومدمج في دوراتها في جامعة نيوكاسل.
من خلال العمل مع طلاب الدراسات العليا في جامعة نيوكاسل، أمضت هيثكوت الكثير من أواخر السبعينيات والثمانينيات من القرن الماضي في البحث والتطوير وتقييم عباءة الخبير عبر مجموعة من الإعدادات - المدراس الابتدائية والثانوية، والمدارس الخاصة، والأقليات، ومستشفيات الأمراض العقلية البالغين والأطفال. كانت طريقتها هي تدريس جلسات لمدة أسبوع، جرى التخطيط لها مسبقًا مع طلابها، والتي تضمنت لعب أدوار مختلفة في الفصل الدراسي. على الرغم من أنه غالبًا ما يتضمن قدرًا كبيرًا من الارتجال والمناقشة، فقد جرى التخطيط بعناية لسياقات "عباءة الخبير"، وغالبًا ما يجري دعمها بشكل متقن بالموارد والدعائم والأزياء التي ابتكرها طلاب الدراسات العليا. كانت هذه الجلسات تجريبية بطبيعتها، وقد قامت هيثكوت وطلابها بمناقشتها وتحليلها وتقييمها، وشكلت أسس دراسات الطالب لهذا النهج. في بعض الحالات جرى توثيق هذه "التجارب".
بعد تقاعدها في عام 1987، واصلت هيثكوت العمل على عباءة الخبير، واستخدم هذا النهج في أماكن مختلفة وفي أجزاء مختلفة من العالم.
في عام 1995 شاركت في كتابة "دراما للتعلم: نهج عباءة الخبير في التعليم لـ دوروثي هيثكوت" مع جافين بولتون.

## التطورات اللاحقة
كان لوك أبوت Luke Abbott من بين طلاب هيثكوت في أوائل الثمانينيات. وكان أبوت مدرسًا للدراما في المدرسة الثانوية في ذلك الوقت واستغرق عامًا للدراسة مع هيثكوت في دورة الدراما للخريجين. بعد الانتهاء من دراسته للماجستير قام أبوت بتغيير وظيفته وأصبح مستشارًا للسلطة المحلية لمجلس مقاطعة إسيكس وبدأ العمل في المدارس - الابتدائية والثانوية - في جميع أنحاء المنطقة.
في هذا العمل الجديد، استخدم أبوت عباءة الخبير مع المعلمين في فصولهم الدراسية، باستخدام طريقة مختبر هيثكوت. كان هدفه هو توضيح كيفية عمل عباءة الخبير مع الطلاب في إعدادات الفصل الدراسي الأصلية، باستخدام القليل من الدعائم أو الموارد التفصيلية. كان نهجه أكثر واقعية من نهج هيثكوت وصُمم ليكون أسهل على المعلمين في التنفيذ.
في أوائل العقد الأول من القرن الحادي والعشرين، نظم أبوت سلسلة من المؤتمرات، على الصعيدين الوطني والدولي، لتعزيز النهج واستخدامه كأسلوب تربوي. كانت هيثكوت المتحدث الرئيسي وكان معلمو الفصول الدراسية يديرون ورش عمل، كان هدف أبوت هو إزالة الغموض عن عباءة الخبير وتحويل النهج إلى شيء يمكن لمعلمي الدراما غير المتخصصين استخدامه في المناهج الدراسية (كما كانت هيثكوت تخطط دائمًا). بدأت مدارس مثل Bealings Primary في Suffolk، وPound Lane Infants في Sussex، وRecreation Road Infants في نورويتش في استخدام عباءة الخبير كنهج تعليمي رئيسي وحصلت على درجات "متميزة" من مكتب معايير التعليم Ofsted، بالإضافة إلى نتائج ممتازة في اختبار التحصيل القياسيstandard attainment test SATs.
منذ ذلك الوقت، واصل أبوت وآخرون تطوير عباءة الخبير، حيث عملوا على تدريب المعلمين في المملكة المتحدة ونيوزيلندا والولايات المتحدة الأمريكية وفلسطين. منذ عام 2012، أصبحت ثماني مدارس في مناطق مختلفة من إنجلترا "مدارس تدريب " لنهج عباءة الخبير. ويجري تضمين هذا النهج في العديد من الدورات التدريبية لمعلمي الجامعات (بما في ذلك نيوكاسل).

## الطريقة

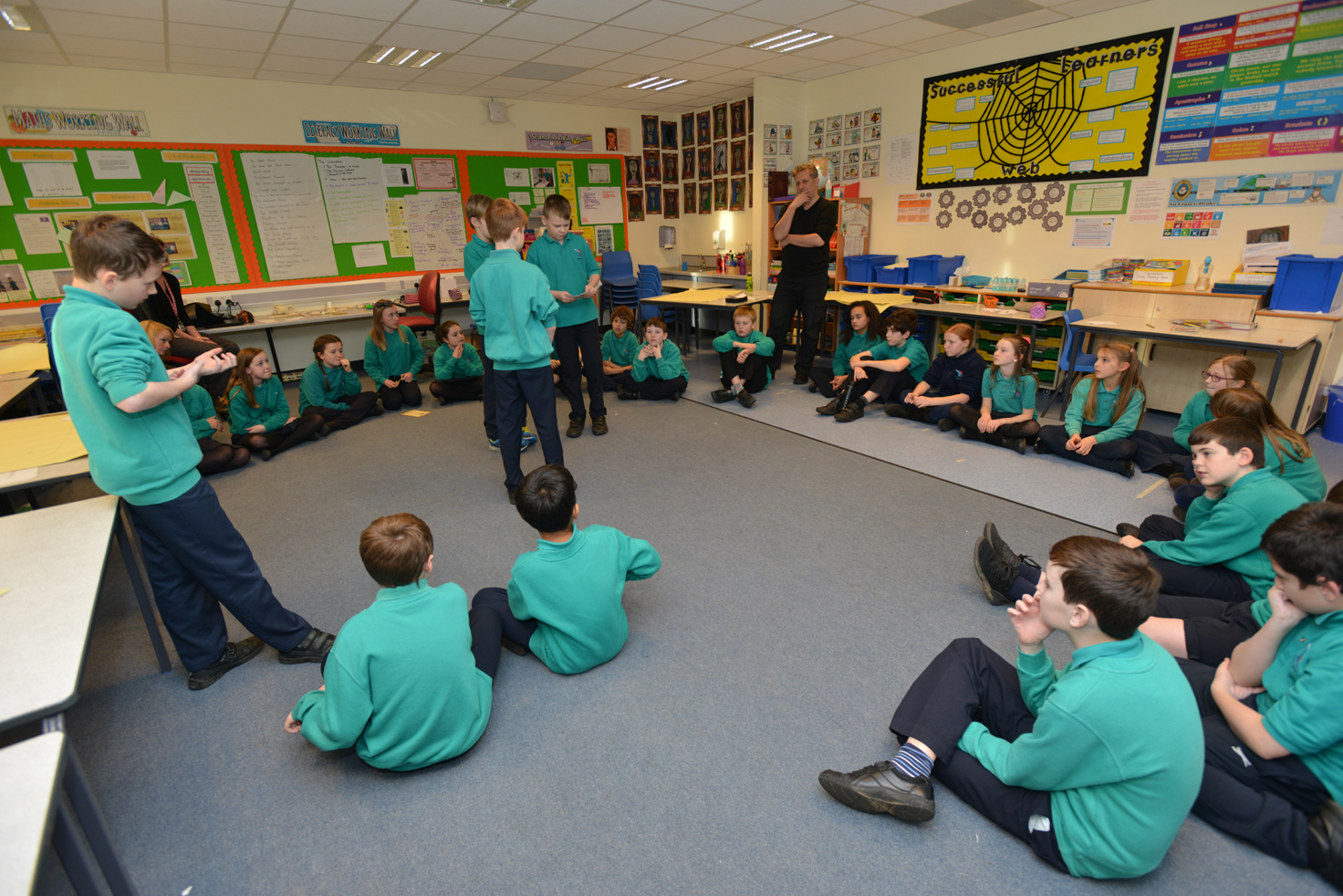
باستخدام طريقة هيثكوت للدراما، يستكشف الطلاب سبب وفاة العديد من الركاب الذكور أثناء غرق تيتانيك.

يُخطط المُعلم لنهج عباءة الخبير في سياق خيالي، حيث يتولى الطلاب مسؤوليات فريق الخبراء. ويجري تكليفهم كفريق من قِبل عميل (داخل الخيال) للعمل في مهمة، والتي خطط لها المعلم لتوليد المهام والأنشطة التي تشاركهم في دراسة وتطوير مجالات واسعة من المناهج الدراسية.
منذ البداية، يدرك الطلاب أنهم منخرطون في قصة خيالية. فعباءة الخبير ليست محاكاة اخترعها المعلم لخداعهم للاعتقاد بأنهم متورطون في شيء حقيقي.
يعد الدخول والخروج من الخيال بشكل واعٍ بُعدًا مهمًا لنهج عباءة الخبير. مثل اللعب التخيلي يدرك المشاركون دائمًا أن الخيال شيء يمكن أن يتوقف ويبدأ عندما يقررون هم أو المعلم ذلك. بهذه الطريقة، يمكن للنشاط داخل الخيال أن يخلق غرضًا لتعلم المناهج خارج الخيال. يمكن للمدرس تقديم المهمة للطلاب "كما لو" كانوا فريق الخبراء، مثل كتابة تقرير للمتحف، ثم إيقاف القصة والخروج من الخيال لتعليمهم بشكل مباشر المعرفة والمهارات التي يحتاجون إليها لإكمال المهمة. وبمجرد اكتمال المهمة، يمكن للمدرس إعادة تشغيل القصة ويمكن للطلاب رؤية كيف يكون لعملهم تأثير داخل الخيال. إن عملية الدخول والخروج من السياق الخيالي هي التي تحدد عباءة الخبير كنهج للتعليم والتعلُم.
لفظ "عباءة" في نهج عباءة الخبير هو استعارة.
هذا لا يعني أن الطلاب يتمتعون بالخبرة في العالم الحقيقي. كانت هيثكوت واضحةً بشأن هذا الأمر. فالطلاب خبراء فقط داخل الخيال، بمعنى أنهم يأخذون على عاتقهم سلطات ومسؤوليات الفريق ؛ إنهم ليسوا خبراء خارج الخيال. يعمل كل من المعلم والطلاب بشكل تعاوني داخل الخيال كأشخاص يعملون في نفس الفريق. هذا يعني أن المعلم يُغير عمدًا قوة علاقه مع الطلاب إلى علاقة متساوية في القوة والسلطة. بهذه الطريقة تُتخذ القرارات من خلال المناقشة والقيادة الموزعة. بينما خارج الخيال، تظل سلطة المعلم غير متأثرة.
إن إنشاء سياق خيالي بحيث يقوم الطلاب بتجربة اتخاذ القرارات، وتحمل المسؤوليات، ومواجهة المواقف الصعبة، هو نوع من "المنطقة الآمنة" داخل الفصل الدراسي. على عكس العالم الحقيقي حيث نادرًا ما يكون لدى الأطفال هذه التجارب، إذا حدث ذلك، في عالم خيالي يمكنهم استكشافها ومناقشتها وتقييمها. بالنسبة إلى هيثكوت، كان هذا ما قصدته عندما وصفت الفصل الدراسي المثالي لها بأنه مختبر - "عندما تدخل مثل هذا المختبر، فإنك تجلب معرفتك وتدريبك معك وتتحمل عباءة المسؤولية التي تتماشى مع طبيعة المكان. قبل كل شيء، أنت تعلم أن نتيجة ما تفعله هناك تهم شخصًا آخر غيرك. مثل هذه الإعدادات هي خلايا تؤثر في التغيير في المجتمع."

## العناصر
يحدد تيم تايلور في كتابه "دليل المبتدئين لعباءة الخبير" تسعة عناصر لنهج عباءة الخبير هي:
1. إنشاء سياق خيالي - يخطط له المعلم ويجري تطويره بالتعاون مع الطلاب. تتمثل الوظائف الرئيسية للسياق الخيالي في خلق فرص أوسع لتعلم المناهج الدراسية ؛ لجعل تعلم المناهج الدراسية مفيدًا وهادفًا ؛ وإشراك الطلاب في دراسة المناهج.
2. استخدام السرد - يخطط له المعلم ويجري تطويره بالتعاون مع الطلاب. تتمثل الوظائف الرئيسية للسرد في إعداد السياق للطلاب ؛ لتقدم للطلاب طريقًا إلى الخيال ؛ ولجعل أنشطة المناهج لا تُنسى ومفهومة ومتماسكة.
3. استخدام أسئلة الاستفسار. تتمثل الوظائف الرئيسية لأسئلة الاستفسار للطلاب في استكشاف المنهج ودراسته وتحليله ؛ يقوم الطلاب والمعلمين بالعمل معًا في مجتمع التعلم ؛ ويقوم المعلم بخلق فرص للطلاب لتقييم وإعادة التفكير وتشكيل اتجاه العمل أثناء تطوره.
4. فريق الخبراء. يخطط لها المعلم ويطورها بالتعاون مع الطلاب. فرق الخبراء هم أشخاص يتمتعون بالسلطة والقوة والمكانة ؛ الأشخاص الذين لديهم مسؤوليات وواجبات تجاه الآخرين ؛ مجتمع له قيم متفق عليها وهدف محدد ؛ زملاء لهم تاريخ مشترك من التحديات والأخطاء والنجاح ؛ خبراء مع التدريب والخبرة
5. العميل. يُخطط له المعلم. الغرض من العميل هو إنشاء أنشطة هادفة للفريق ؛ خلق تركيز للفريق ؛ التفكير في كيفية أدائهم وما يتعين عليهم القيام به للتحسين والتطوير ؛ تقييم عمل الفريق الذي يتطلب معايير عالية والتركيز على المهمة ؛ توفير المعلومات والمعرفة المتخصصة والخبرات ؛ تحديد مطالب للفريق.
6. اللجنة. يخطط لها المعلم ويطورها مع الطلاب. وتتمثل مهمة اللجنة في تحديد الغرض من عمل الفريق، وبالتالي، دراسات مناهج الطلاب ؛ تركيز العمل وإبقائه في المسار الصحيح ؛ توفير هدف للعمل، شيء نسعى جاهدين من أجله ؛ خلق شعور بالمسؤولية ؛ توليد القيمة الذاتية والشعور بالإنجاز.
7. وجهات نظر مختلفة. الغرض من تزويد الطلاب بوجهات نظر مختلفة هو النظر إلى الأحداث من وجهات نظر متعددة ؛ توفير مواقف وقيم ومعتقدات بديلة ؛ توليد الفرص لاستكشاف دوافع الناس ؛ تحدي آراء الطالب والتفكير التقليدي ؛ خلق فرص لاستكشاف الأشخاص والأحداث بعمق وتعقيد ؛ تجربة طرق مختلفة للتعامل مع التحديات والمشكلات.
8. التوتر. يخطط له المعلم ويطوره بالتعاون مع الطلاب. الغرض من التوتر هو خلق الإثارة والاهتمام ؛ خلق طاقة منتجة، بالاعتماد على حماس الطلاب والتزامهم بالأحداث ؛ توليد الفرص لفحص تصرفات الناس ودوافعهم وقيمهم ؛ بناء المرونة.
9. اصطلاحات الدراما. يخطط لها المعلم وتستخدم بالتعاون مع الطلاب. الغرض من اتفاقيات الدراما هو اللعب بمرور الوقت -مثل: احتفظ به، وأرجعه، واقفز إلى الأمام-؛ لخلق فرص للاستكشاف والفحص والمناقشة والتفكير ؛ التحقيق في تصرفات الناس ودوافعهم وقيمهم ؛ منح الطلاب القدرة على التأثير في الأحداث ؛ إنشاء "منطقة آمنة" تمنح الطلاب الفرصة للتجربة واستكشاف الاحتمالات والخيارات المختلفة.

## فهرس
- فيف آيتكن، نهج عباءة الخبراء في التدريس والتعلم لـ دوروثي هيثكوت: مقدمة موجزة. الفصل 3 في Fraser، D. Aitken، V. and Whyte، B. (2013) Connecting Curriculum، Linking Learning. الصحافة nzcer.
- Bolton, G. بولتون، ج. (2003) قصة دوروثي هيثكوت: سيرة معلم دراما رائع. لندن: كتب ترينتام.
- بولتون، ج. (1999) التمثيل في الدراما الصفية. برمنغهام: كتب ترينتام.
- Edmiston, B. إدميستون، ب. (2014) تحويل التدريس والتعلم باستخدام مناهج نشطة ودرامية: إشراك الطلاب عبر المنهج الدراسي، روتليدج.
- Heathcote، D. and Bolton، G. (1995) Drama for Learning: Dorothy Heathcote's mantle of the Expert Approach to Education. بورتسموث: هاينمان.
- هيثكوت د. (2002) سياقات التعلم النشط نسخة محفوظة 2 فبراير 2023 على موقع واي باك مشين..
- هيستن، س. (1986) أرشيف هيثكوت. أطروحة دكتوراه.
- جونسون، إل وأونيل، سي (محرر) (1984) دوروثي هيثكوت: كتابات مجمعة عن التعليم والدراما. لندن: هاتشينسون.
- Morgan، N. and Saxton، J. (1987) تدريس الدراما: عقل العديد من العجائب. بورستماوث: هاينمان.
- سي أونيل (2015) دوروثي هيثكوت عن التعليم والدراما: الكتابة الأساسية. روتليدج.
- تايلور، ت. (2016) دليل المبتدئين إلى عباءة الخبير. (يوليو 2016)
- واغنر، بي جيه (1976) دوروثي هيثكوت: الدراما كوسيط تعليمي. لندن: كتب ترينتام.

## روابط خارجية
- [موقع عباءة الخبير: https://www.mantleoftheexpert.com ]
- فريزر، د.، آيتكن، ف، آند وايت، ب. (2013). منهج يربط، وربط التعلم. ولينغتون: مطبعة NZCER.
- عباءة الخبير أوتياروا - موقع نيوزيلندا